# Висоцький Євген Васильович
Євген Васильович Висоцький (нар. 4 квітня 1947, місто Бельов, тепер Тульської області, Російська Федерація — 5 травня 2011, Москва, Російська Федерація) — радянський військовий діяч, генерал-полковник (1993). Герой Радянського Союзу (20.09.1982). Депутат Верховної Ради УРСР 11-го скликання.

## Біографія
Народився в родині військовослужбовця. Дитячі і юнацькі роки провів у містах Ташкенті і Душанбе, а в 1963 році переїхав з родиною до міста Термеза Узбецької РСР, де в 1965 році закінчив середню школу.
З 1965 по 1966 рік працював помічником геодезиста будівельного тресту № 11 міста Термеза.
У Радянській армії з 1966 року.
Член КПРС з 1970 року.
У 1970 році закінчив Ташкентське вище танкове командне училище.
З 1970 року служив командиром взводу плаваючих танків, командиром роти бронетанкових розвідувально-дозорних машин та командиром розвідувальної роти окремого розвідувального батальйону танкової дивізії, а в 1974—1975 роках — начальником штабу танкового батальйону танкового полку. Служив у Південній групі військ і Туркестанському військовому окрузі.
У 1978 році закінчив Військову академію імені Фрунзе.
У грудні 1979 — грудні 1980 року — заступник командира 70-ї окремої гвардійської Червонопрапорної мотострілецької бригади (місто Кандагар, Афганістан).
У грудні 1980 — 1982 року — командир 180-го Червонопрапорного мотострілецького полку 108-ї Невельської Червонопрапорної мотострілецької дивізії (місто Кабул, Афганістан).
У 1982—1986 роках — командир мотострілецького полку, начальник штабу мотострілецької дивізії, командир мотострілецької дивізії Червонопрапорного Одеського військового округу.
У 1988 році закінчив Військову академію Генерального штабу Збройних Сил СРСР імені Ворошилова.
У 1988—1989 роках — начальник штабу загальновійськової армії.
У серпні 1989 — вересні 1991 року — командувач 35-ї загальновійськової армії Червонопрапорного Далекосхідного військового округу.
У вересні 1991 — серпні 1992 року — 1-й заступник командувача військ Забайкальського військового округу.
У серпні 1992 — липні 1994 року — начальник Головного управління підготовки і розподілу кадрів Міністерства оборони Російської Федерації — заступник міністра оборони Російської Федерації. У липні 1994 — вересні 1996 року — начальник Головного управління кадрів Міністерства оборони Російської Федерації — заступник міністра оборони Російської Федерації.
У 1996—1997 роках — генерал-інспектор Головної військової інспекції Міністерства оборони Російської Федерації.
З 1997 року — у запасі. Проживав у Москві, похований на Троєкурівському цвинтарі.

## Звання
- Лейтенант (25.07.1970)
- Старший лейтенант (17.08.1973)
- Капітан (8.09.1976)
- Майор (26.09.1979)
- Підполковник (25.12.1981)
- Полковник (3.12.1983)
- Генерал-майор (30.04.1988)
- Генерал-лейтенант (29.06.1990)
- Генерал-полковник (19.04.1993)

## Нагороди
- Герой Радянського Союзу (20.09.1982)
- Орден Леніна (20.09.1982)
- Орден Червоної Зірки
- Орден За службу Батьківщині в Збройних Силах СРСР 2-го ст.
- Орден За службу Батьківщині в Збройних Силах СРСР 3-го ст.
- Медалі